# Шарап (Прокоп'євський округ)
Шара́п (рос. Шарап) — село у складі Прокоп'євського округу Кемеровської області, Росія.

## Населення
Населення — 795 осіб (2010; 772 у 2002).
Національний склад (станом на 2002 рік):
- росіяни — 95 %